# タフリナ
タフリナ属 (Taphrina) は、子嚢菌門タフリナ菌亜門に属する菌類の分類群。被子植物に寄生し、ゴール（菌こぶ）や病変を作らせる。系統の上でも特殊な位置にあると見られている。

## 概要
タフリナ属の菌は高等植物の寄生菌であり、寄生した植物の枝や葉にゴールや萎縮、あるいは天狗巣病など様々な症状を形成させる。宿主植物には農業上重要なものが含まれるため、植物病理学上でも重要である。子実体は形成せず、子嚢は宿主植物の表面に層を作って裸出する。モモの縮葉病を起こす T. deformansがもっともよく知られ、研究も多く行われている。
他方でその菌糸体が二核性であること、子嚢胞子が出芽によって増殖し、そのまま酵母として増殖することなど特異な点が多い。分類学上の位置も特異であり、子嚢菌と担子菌の進化を考える上で重要なものとされる。

## 特徴

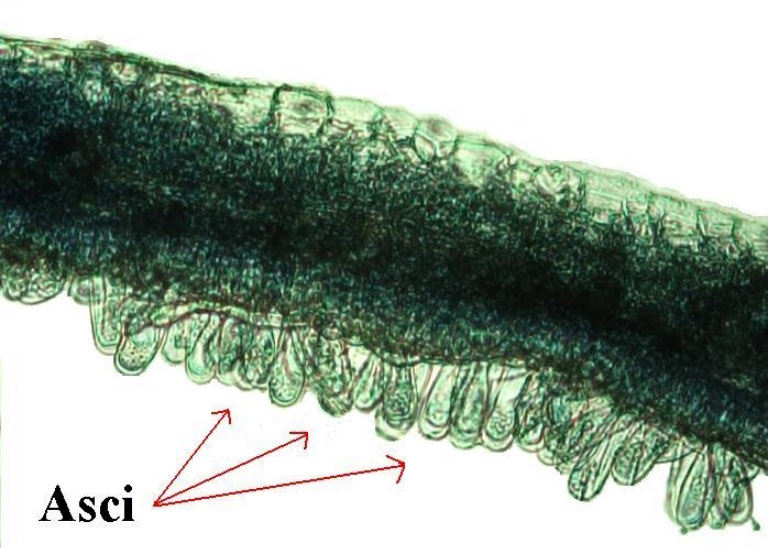
T. caerulescensの子嚢層

宿主植物の上では菌糸体を発達させる。菌糸体は規則的に隔壁を持つ菌糸からなり、菌糸は宿主細胞間、クチクラ面の下、時には表皮細胞の細胞壁の内側にまで侵入し、時には宿主組織にかなりの程度まで深く入り込む。子嚢は宿主表面のクチクラ面の下の菌糸から層をなして形成され、クチクラ面が破れて裸出する。
T. deformans の場合、子嚢層の表面は白粉状になる。子嚢そのものは円筒形か棍棒状で長さ25-44μm、太さ8-12μm。子嚢胞子は卵円形で4.5-5×3-4.5μm。
子嚢胞子は子嚢の内部で出芽することがあり、またそれらの細胞は子嚢から放出された後も酵母として生活することができる。菌糸が植物寄生であるのに対して、酵母の状態は腐生生活し、時に宿主植物の表面で発見されることもある。酵母の状態では担子菌系酵母のロドトルラ Rhodotorula やクリプトコックス Cryptococcus に非常に似ている。それらとの区別には生化学的な特徴が利用できる。

### 生活環

生活環の概念図
A:単相・アナモルフ酵母の段階
B:二核菌糸の段階
C:複相の段階・子嚢形精細胞
D:子嚢と子嚢胞子形成
1:酵母の出芽・2:二核菌糸形成・3:宿主上の菌糸体・4:子嚢形成細胞での核融合・5:子嚢発達の過程・6:子嚢内での減数分裂・7:単相核の体細胞分裂と子嚢胞子形成・8:宿主表面の子実層が裸出

子嚢胞子は出芽によって球形から卵形の出芽胞子を生じる。これは sprout cell と呼ばれ、子嚢から放出されると、この胞子や子嚢胞子は基質上で出芽によって増殖を始める。子嚢胞子の出芽は子嚢から放出されるより前から始まることもある。これが酵母のステージであり、この段階では核は単相単核である。これがこの菌のアナモルフ（不完全世代、無性生殖相）にあたる。この段階ではこの菌は腐生菌であり、宿主を必要としない。この段階は、宿主の表面でかなりの期間維持されると考えられる。ただしこれについては下記のララリアを参照のこと。
このような酵母のステージから菌糸のステージへの移行は、おそらく基質上での細胞の融合による。このあとに融合した細胞は発芽管を出し、それが菌糸となって宿主への侵入を始める。この菌糸は規則的な隔壁があり、それぞれに単相の核が二個ずつ入っているとされる。いわゆる二核菌糸である。このような菌糸体からこの菌のテレオモルフ（完全世代、有性生殖相）が始まる。
菌糸は宿主組織に入り込み、やがてクチクラ層の下に菌糸の層を作り上げる。その菌糸塊の細胞のいくつかが膨大し、子嚢形成細胞となる。ここで核融合が起き、細胞は円柱形へと伸長を始める。その中で核は分裂し、2つの核は伸びた細胞の先端と基部に移動する。その間に隔壁が生じ、基部の細胞は子嚢柄細胞 (basal stalk cell) に、先端側が子嚢になる。柄細胞の核はすぐに見えなくなり、細胞は空洞化する。子嚢内では減数分裂とその後に続く体細胞分裂によって8つの核を生じ、それぞれが子嚢胞子になる。子嚢は円筒形になり、その伸長の圧力が宿主植物のクチクラを押し上げ、やがて破壊してまとまった形の子嚢の層（子実層 hymenium）を裸出させる。子嚢胞子は空中に放出されるが、子嚢には特に放出のための構造は見られない。内部の圧力上昇により、先端の薄い部分が単純に裂けるものと考えられている。
T. deformansではこのような活動にはっきりした日周期があることが知られている。核融合は午後から夕方に起こり、核分裂は夕方5時までに終了、胞子は8時までに完成する。胞子散布は8時以降に極大を迎える。

子嚢形成の過程
A:子嚢形成細胞内での核融合
B:複相核の分裂
C:子嚢の完成

なお、T. deformans の場合、一つの培養株からでも宿主への感染が可能であるが、これはこの種が自家和合性であるためである。この種では宿主表面での核分裂の段階で二核状態が作られ、それを維持した形で菌糸が宿主に侵入する。他の種では、適合する株同士の接触が感染に先だって必要とされる。ただしこれについてはまだ十分な確認がされていないとの判断もある。
またT. deformansは、以下の二つの形で越冬する。
- アナモルフ酵母の形で宿主表面に生存する。これが冬には厚膜となって越冬し、春になると発芽管を出して感染する。
- 感染した枝の皮層下で菌糸が生存し、春になるとその位置より下の新芽が活動を始めるときに侵入する。

### 培養
酵母の状態では腐生であり、通常の培地上で培養できる。寒天培地上に生じるコロニーは酵母に普通な粘液質のもので、淡紅色を呈する。このような酵母状態のものが若い葉に感染する能力があることも示されている。また、タフリナの培養株はこのような状態で保持され、その採集には宿主植物を試料として（spore-fall method）を用いる。これは胞子形成が行われている宿主の部分を切り取り、これを培地を入れたシャーレの天井に張り付ける方法で、放出された胞子が培地上に落ち、発芽したものから培養を始める。
なお、菌糸体段階のものについては培養は試みられていないようである。

### 病変
この菌に感染した植物は、顕著な変形を見せる。T. deformans の場合、モモやアーモンドの葉が不規則に肥厚する、縮葉病という形の病変を形成する。ソメイヨシノによく見られる T. wiesneri では枝が異様に細かく分枝した天狗巣病を作る。この種の場合、子嚢は葉の方に出る。
病害の現れ方としては、大きく三つに分けられる。
1. 縮葉病または葉ぶくれ病。葉が肥厚し、大きくしわを作る。
2. 天狗巣病。枝や花序が反復分枝して小枝の密な房を作る。
3. ふくろみ病。果実の病変で、しわが寄って中が空洞になるなど。

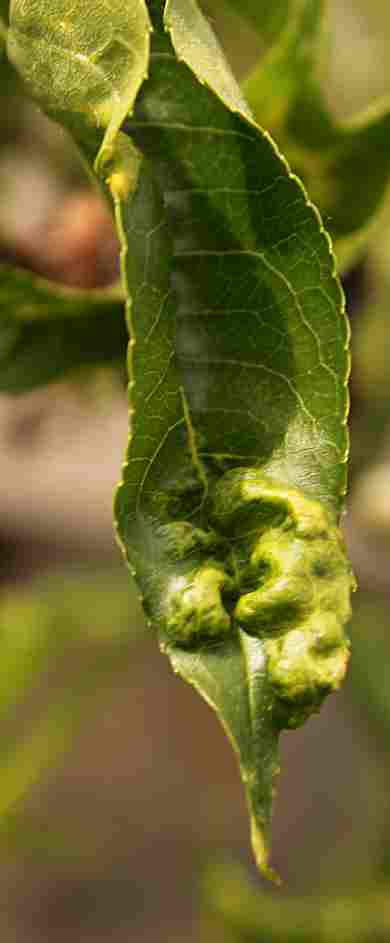
縮葉病 T. deformans
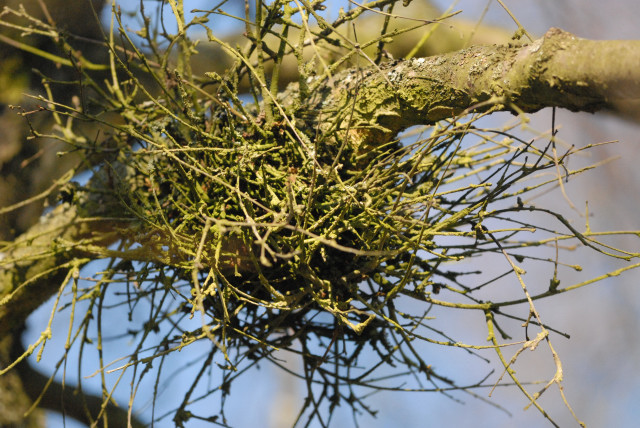
天狗巣病 T. betulina
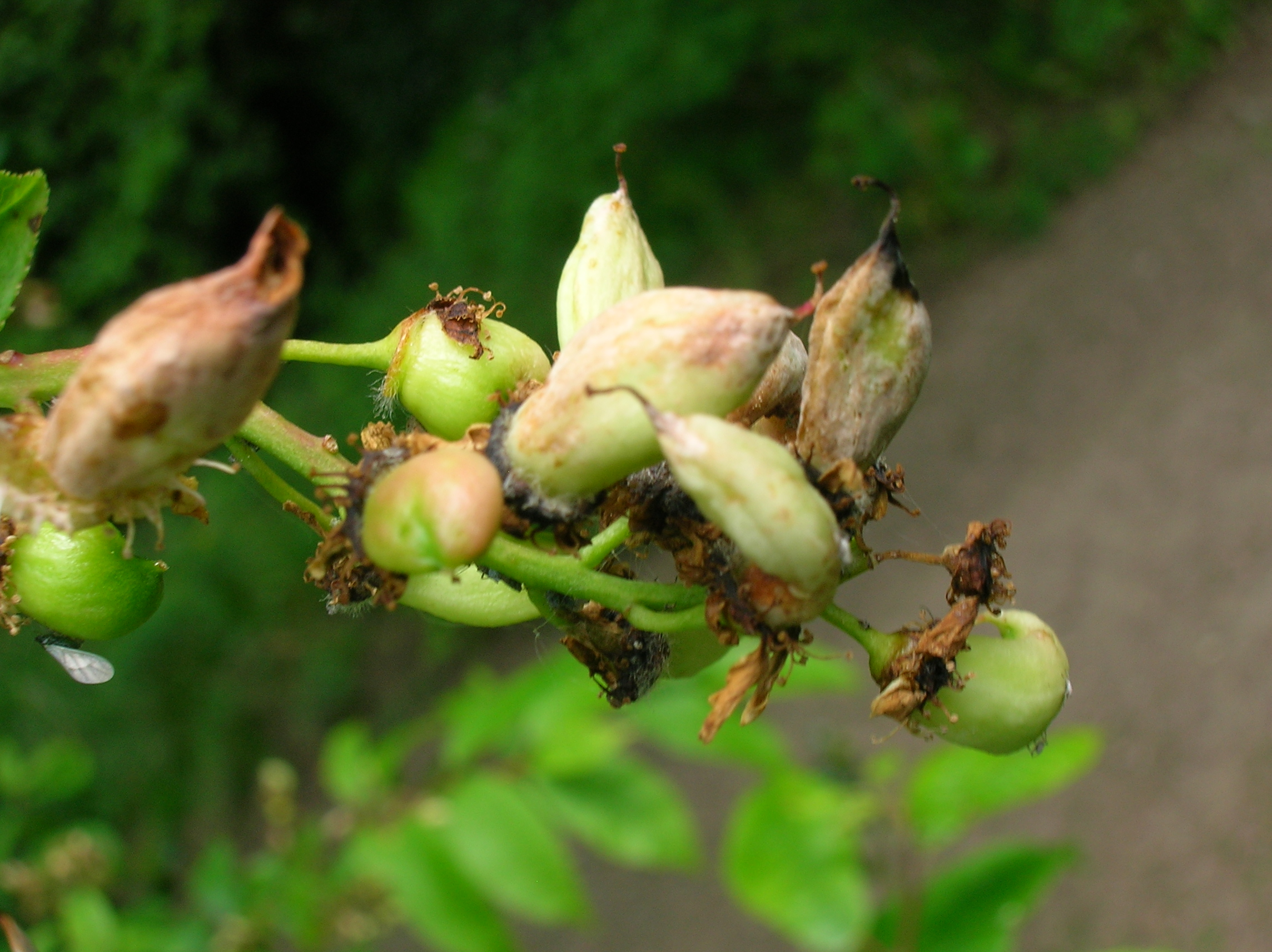
果実の病変 T. padi

このような現象は植物自体がこのような変形を起こすもので、この菌が植物の成長ホルモンであるインドール酢酸を生産することが知られている。T. deformansの酵母態のものがトリプトファンからトリプタミンを経由してIAAを生産することが確かめられている。

## 分類
タフリナは子実体を形成しないことから古くは出芽酵母などと共に半子嚢菌に含められ、単独でタフリナ目とされた。しかし分子系統の研究から大半の半子嚢菌を含め、大部分の子嚢菌類に対して姉妹群をなし、その基底から分枝した系統に含まれると判断された。そのために古生子嚢菌とし、また現在ではタフリナ菌亜門に位置づける。タフリナは同様に高等植物の寄生菌からなるプロトミケス科と共にタフリナ目に含まれている。この両者は分子系統の情報でも近縁であることが示されている。
この菌に見られる菌糸体と酵母態の2形性は糸状菌と酵母との関係を考える上で重要である。類似の例は同目のプロトミケス科、担子菌類のシロキクラゲ類、クロボキン類等にも見られる。またこの菌の菌糸体が二核性である点は子嚢菌では例外的で、同時にこれは担子菌では普通に見られるものである。
約100種が知られる。地理分布、宿主植物の範囲、攻撃部位と病変の様子、感染した組織における菌糸体の位置や形態などに種の特徴がある。宿主の種が近縁なものではその区別に議論が出た例もある。タフリナ属内の分子系統の情報からは、従来の分類の妥当さ、本属の単系統が示されている。また、菌の系統樹と宿主植物の分類上の位置を比較すると、同じ属（あるいは科）の植物を宿主とするものが一つの集団を作る傾向が見られ、これは宿主植物と菌類の間に共進化関係があることを示唆する。
不完全ながら種一覧をおく（Rodrigues & Fonseca (2003) 及び湯川・桝田 (1996) による）。
- Taphrina
  - T. alni
  - T. alni-japonicae ：ハンノキ葉ぶくれ病
  - T. americana
  - T. betulicola ：カンバ天狗巣病
  - T. betulina
  - T. caerulescens ：アカガシ葉しゅ病
  - T. carnea
  - T. carpini
  - T. comnis
  - T. comfusa
  - T. coryi ：ハシバミ葉ぶくれ病
  - T. dearnessii
  - T. deformans ：モモの縮葉病
  - T. epiphylla ：ヤマハンノキ天狗巣病
  - T. flavorubra
  - T. japonica ：ハンノキ天狗巣病
  - T. johansonii ：ポプラふくろ実病
  - T. kusanoi ：シイノキ葉しゅ病
  - T. letifera
  - T. mirabilis
  - T. mume ：ウメ・アンズ縮葉病
  - T. nana
  - T. padi
  - T. piri ：アズキナシしゅ葉病
  - T. polystichi
  - T. populina ：ポプラ葉ぶくれ病
  - T. populi-salicis
  - T. pruni ：スモモふくろみ病
  - T. pruni-subcordatae
  - T. purpurascens
  - T. robinsoniana
  - T. sacchari
  - T. sadebeckii
  - T. tormentillae
  - T. tosquinetii
  - T. ulmi
  - T. vestergrenii
  - T. virginica
  - T. wiesnei ：サクラの天狗巣病

### ララリア
上述のようにこの菌のアナモルフ（不完全世代）は酵母であり、独立して自由生活を送る。これが宿主表面で生存し、冬を越して新たな感染の起源となると考えられてきた。しかしながら宿主表面での酵母型タフリナの発見例はごく限られている。実際のところ、タフリナの培養株のほとんどは宿主植物の感染部分から子嚢胞子を得て確立されたものである。
実際にはタフリナの酵母段階が宿主植物上で見つかるのは子嚢の形成される時期に限られている。また、成長が遅くて扱いづらい上に、上記のように担子菌系酵母によく似ていて、これらも頻繁に植物表面で見つかる。これによって研究対象に混乱が生じた例がある事もわかっている。専門の微生物株保存機関にタフリナとして保持されていたものが実際には上記のような他の酵母であった例も発見された。現在では遺伝子情報によってそういった確認は出来る。
アナモルフ酵母（不完全酵母・酵母型の不完全菌）としてタフリナに別の名前が必要との声は1960年代からあったが、手続き的な問題などで若干の混乱があって、結局名前が付いたのは1990年となり、その名がララリア Lalaria である。この酵母はテレオモルフから得た子嚢胞子から培養することも出来るが、単体としては森林の落葉層や生きた植物の葉の表面、花序などから分離される。Inacio et al. (2004) は森林の樹木葉面から多くの株を分離し、その研究からおそらくは植物の地上部表面がこの酵母の生活の場であり、一部には主としてアナモルフ酵母の形で生活する種もあるのではないかと論じている。
しかし、2013年の国際藻類・菌類・植物命名規約（メルボルン規約）によりアナモルフとテレオモルフの二重命名法が否定されたことから、ララリアはタフリナに統合された。